# Protonová ATPáza

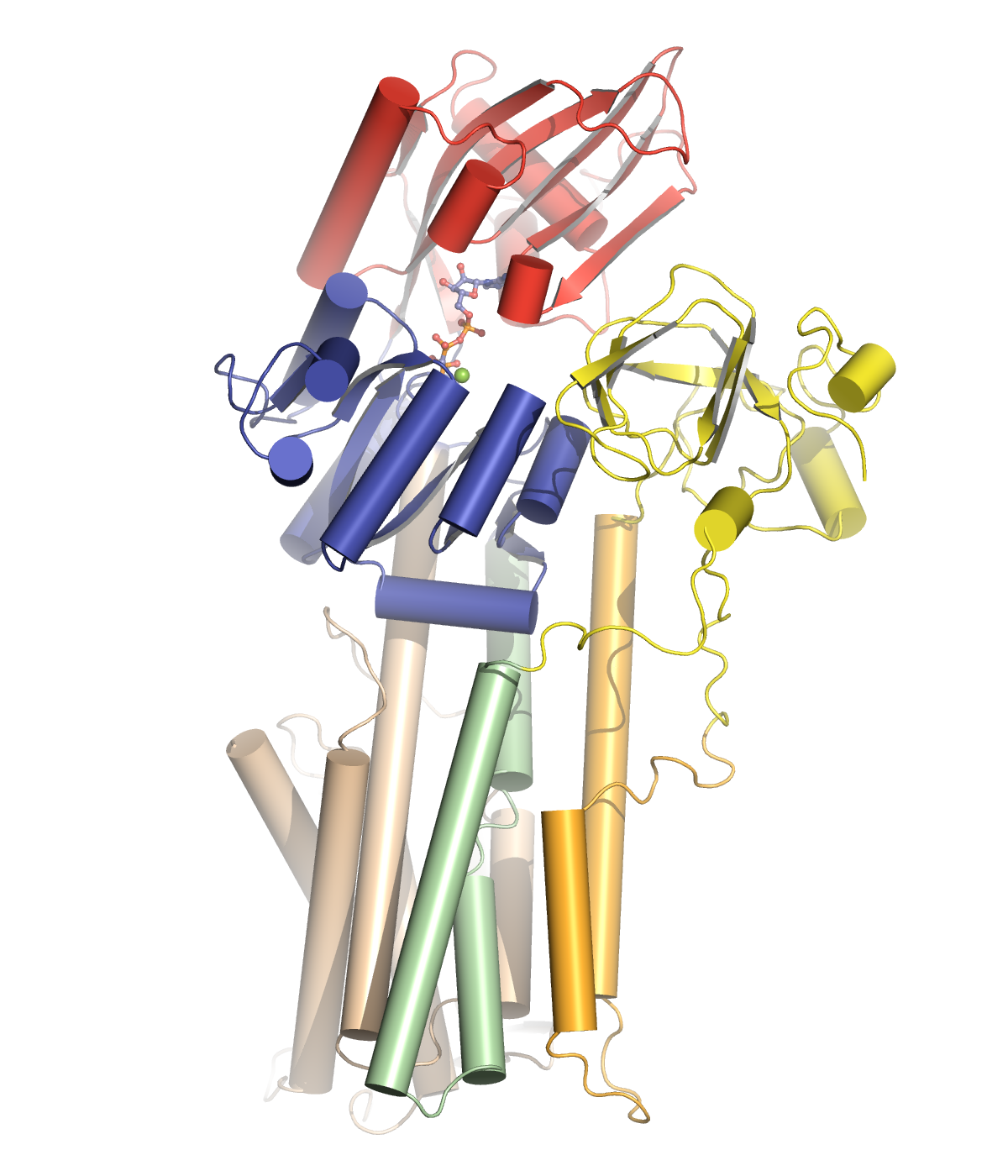
Model protonové ATPázy

Protonová ATPáza je enzym, který katalyzuje následující chemickou reakci:
{\displaystyle {\mathsf {ATP}}+{\mathsf {H_{2}O}}+{\mathsf {H^{+}}}\rightleftharpoons {\mathsf {ADP}}+{\mathsf {P_{i}}}+{\mathsf {H^{+}}}}
3 substráty tohoto enzymu jsou ATP, voda a vodíkový kationt, 3 produkty jsou ADP, fosfát a vodíkový kationt.
Protonové ATPázy dělíme na tři skupiny (protonové ATPázy typu P, protonové ATPázy typu V a protonové ATPázy typu F).

## Protonové ATPázy typu P
ATPázy typu P tvoří v rámci svého reakčního cyklu kovalentní fosforizovaný (odtud symbol „P“) meziprodukt. ATPázy typu P podléhají během katalytického cyklu velkým konformačním změnám. ATPázy typu P nejsou evolučně spřízněny s ATPázami typu V a F.

### H+-ATPáza plasmatické membrány
Protonové ATPázy typu P (nebo H+-ATPázy plasmatické membrány) se nacházejí v cytoplasmatické membráně eubakterií, archeí, prvoků, hub a rostlin. Zde slouží jako funkční ekvivalent k Na+/K+ ATPáze živočišných buněk, tj. dodává energii cytoplasmatické membráně vytvářením elektrochemického gradientu protonů (Na+ v živočišných buňkách), který řídí sekundární aktivní transportní procesy přes membránu. H+-ATPáza plasmatické membrány je P3A ATPáza s jediným polypeptidem o hmotnosti 70–100 kDa.

### Žaludeční H+/K+ATPáza
Živočichové mají žaludeční H+/K+ ATPázu, která patří do skupiny ATPáz typu P a funguje jako elektroneutrální protonová pumpa. Tato pumpa se nachází v cytoplasmatické membráně buněk v žaludeční sliznici a funguje při okyselení žaludku. Tento enzym je P2C ATPáza, vyznačující se tím, že má podpůrnou beta-podjednotku a úzce souvisí s Na+/K+ ATPázu.

## Protonové ATPázy typu V
ATPáza typu V translokuje protony do intracelulárních organel jiných než mitochondrie a chloroplasty, ale u některých typů buněk se také nachází v cytoplasmatické membráně. ATPázy typu V okyselují lumen vakuol (odtud označení „V“) buněk rostlin a hub a lysozomy živočišných buněk. Dále se nacházejí v endozomech, váčcích potažených klathrinem, granulích pro ukládání hormonů, sekrečních granulích, Golgiho váčcích a v cytoplazmatické membráně různých živočišných buněk. Podobně jako ATPázy typu F se ATPázy typu V skládají z více podjednotek a provádějí rotační katalýzu. Reakční cyklus zahrnuje pevnou vazbu ATP, ale pokračuje bez tvorby kovalentního fosforizovaného meziproduktu. ATPázy typu V jsou evolučně spřízněny s ATPázami typu F.

## Protonové ATPázy typu F
ATPáza typu F obvykle funguje jako syntáza ATP, která spíše rozptyluje protonový gradient než jej generuje, tj. protony protékají v opačném směru ve srovnání s ATPázou typu V. U eubakterií se nacházejí ATPázy typu F v cytoplazmatické membráně. V buňkách eukariot se nacházejí na vnitřních membránách mitochondrií a v membránách tylakoidů chloroplastů. Podobně jako ATPázy typu V se ATPázy typu F skládají z více podjednotek a provádějí rotační katalýzu. Reakční cyklus zahrnuje pevnou vazbu ATP, ale pokračuje bez tvorby kovalentního fosforizovaného meziproduktu. ATPázy typu F jsou evolučně spřízněny s ATPázami typu V.